# U-18-Faustball-Europameisterschaft 2019
Die 14. Faustball-Europameisterschaft für männliche U18-Mannschaften finden am 13. und 14. Juli 2019 in Hohenlockstedt (Deutschland) zeitgleich mit der Europameisterschaft 2019 für weibliche U18-Mannschaften statt. Deutschland ist zum vierten Mal Ausrichter der Faustball-Europameisterschaft der männlichen U18-Mannschaften.

## Teilnehmer
Vier Nationen nehmen an den Europameisterschaften der männlichen U18 teil.
| Team        | Bisherige Teilnahmen | Letzte Teilnahme | Beste Platzierung | Anmerkung        |
| ----------- | -------------------- | ---------------- | ----------------- | ---------------- |
| Deutschland | 13                   | 2017             | 1.                | Titelverteidiger |
| Italien     | 8                    | 2013             | 4.                |                  |
| Österreich  | 13                   | 2017             | 1.                |                  |
| Schweiz     | 13                   | 2017             | 1.                |                  |

## Spielplan
Zunächst treten die vier Teilnehmernationen in einer Vorrundengruppe gegeneinander an. Der Gruppensieger trifft im Halbfinale auf den Viertplatzierten. Im zweiten Halbfinale treffen der Zweit- und Drittplatzierte der Vorrunde aufeinander.

### Vorrunde
| Samstag, 13. Juli 2019 |           |             |   |            |                                  |
| 1                      | 09:30 Uhr | Deutschland | – | Schweiz    | 3:0 (11:04, 11:08, 11:7)         |
| 2                      | 11:30 Uhr | Österreich  | – | Italien    | 3:0 (11:05, 11:06, 11:03)        |
| 3                      | 13:00 Uhr | Deutschland | – | Italien    | 3:0 (11:09, 11:09, 11:05)        |
| 4                      | 15:00 Uhr | Österreich  | – | Schweiz    | 3:1 (11:08, 07:11, 11:08, 11:05) |
| 5                      | 16:30 Uhr | Schweiz     | – | Italien    | 3:0 (11:08, 11:02, 13:11)        |
| 6                      | 18:30 Uhr | Deutschland | – | Österreich | 3:0 (11:09, 11:04, 12:10)        |

| Pl. | Team        | Sp. | Sätze | Bälle  | Pkt. |
| --- | ----------- | --- | ----- | ------ | ---- |
| 1   | Deutschland | 3   | 9:0   | 100:65 | 6    |
| 2   | Österreich  | 3   | 6:4   | 96:80  | 4    |
| 3   | Schweiz     | 3   | 4:6   | 86:94  | 2    |
| 4   | Italien     | 3   | 0:9   | 58:100 | 0    |

### Halbfinale
| Sonntag, 14. Juli 2019 |           |             |   |         |                           |
| 7                      | 10:00 Uhr | Deutschland | – | Italien | 3:0 (11:03, 11:04, 11:06) |
| 8                      | 11:15 Uhr | Österreich  | – | Schweiz | 3:0 (11:05, 11:08, 11:03) |

### Platzierungsspiele

#### Spiel um Platz 3
| Sonntag, 14. Juli 2019 |           |         |   |         |                           |
| 9                      | 13:45 Uhr | Italien | – | Schweiz | 0:3 (07:11, 03:11, 06:11) |

#### Finale
| Sonntag, 14. Juli 2019 |           |             |   |            |                                         |
| 9                      | 16:15 Uhr | Deutschland | – | Österreich | 3:2 (04:11, 11:09, 15:13, 08:11, 14:12) |

## Schiedsrichter
Von der zuständigen Kommission der European Fistball Association wurden vier Schiedsrichter aus drei Nationen für die Europameisterschaften der U18 nominiert.
| Deutschland - Uta Reinecke - Udo Mehle | Österreich - Werner Teny | Schweiz - Daniel Graf |

## Platzierungen
| Rang | Land        |
| ---- | ----------- |
| 1.   | Deutschland |
| 2.   | Österreich  |
| 3.   | Schweiz     |
| 4.   | Italien     |